# .40 S&W
.40 S&W (.40 Smith & Wesson, 10×22 мм Смит и Вессон) — распространённый пистолетный патрон американского происхождения.

## История
Разработка патрона была начата известной американской оружейной фирмой Smith & Wesson в 1986 году по заказу ФБР. Непосредственным поводом к началу работы послужил инцидент, когда в перестрелке два сотрудника ФБР погибли и пять других были ранены из-за недостаточной мощности их штатных пистолетов и револьверов под 9-мм патрон. При задержании подозреваемых в ограблениях началась перестрелка, в ходе которой один из преступников получил множество проникающих ранений, из-за которых он позже скончался. Тем не менее полученные ранения не помешали ему продолжать вести огонь из своего оружия и убить агентов ФБР.
Заказчик поставил задачу создать боеприпас, который обеспечивал бы достаточно меткую стрельбу, но имел бы большую мощность, чем у 9-мм патронов. Кроме того, заказчики полагали важным обеспечить, чтобы пуля производила при попадании также и мощное останавливающее действие. При этом также было необходимо сочетать эти свойства с минимально возможной отдачей.
Калибр 0,40 дюйма (10,16 мм) был предложен для этой цели одним из сотрудников ФБР, владевшим собственным (не табельным) оружием под патрон 10 мм Auto. Этот сотрудник предложил уменьшить мощность патрона 10 мм Auto, которая была слишком высока и крайне отрицательно влияла на меткость стрельбы.
Конструкторы пошли по данному пути, оставив калибр 10,16 мм, как в 10 мм Auto, но уменьшив длину гильзы с 25,2 до 21,6 мм. Пули в новом патроне использовались те же, что и в 10 мм Auto, хотя ФБР сочло возможным применять в качестве стандартных более лёгкие пули. В результате получился патрон, близкий по характеристикам к известному .45 АСР, но с меньшей отдачей.
В серию патрон .40 S&W пошёл в 1990 году. Практически одновременно фирмы Smith & Wesson и Glock начали серийный выпуск и пистолетов под этот патрон.

## Особенности и применение
Основным достоинством патрона .40 S&W является относительно небольшой размер, позволяющий создавать компактные модели оружия, в сочетании с мощностью, близкой к 10 мм Auto. Отдача при его применении сравнительно небольшая, что позволяет вести достаточно меткую стрельбу.
В результате разработки получился совершенно новый боеприпас, удачно сочетающий в себе повышенное останавливающее действие (ввиду довольно большой площади поражения) на уровне патрона .45 АСР, но с меньшей отдачей и пробивное действие на уровне патрона 9х19 Parabellum.
В момент принятия патрона в 1990 году была стандартная пуля — оболочечная, тупоголовая, со свинцовым сердечником, массой 11,66 г (180 гран), однако она показала более худшие характеристики, чем со снаряжением в 10,6 г (165 гран), и со временем была переведена на нее. В настоящее время — оболочечная, тупоголовая, со свинцовым сердечником, массой 10,6 г (165 гран). Однако в настоящее время производится немало пуль данного калибра с весом, значительно отличающимся от стандартного и варьирующимся от 135 до 200 гран. При начальной скорости пули  в 320—365 м/с их энергии составляют 575—680 Дж. Удачное сочетание в данном патроне всех основных параметров (отдача, мощность, поражающая способность) весьма способствовали его быстрому успеху и принятию на вооружение силовыми структурами, а также распространению на оружейном рынке. Некоторые авторы считают его идеально подходящим боеприпасом для оружия правоохранительных органов. В США это сейчас один из наиболее часто встречающихся пистолетных патронов, под который производится широчайший выбор моделей оружия.
Патрон .40 S&W также широко распространён и за пределами США. Он выпускается всеми крупными оружейными фирмами, в том числе российскими. Это же касается и оружия под него.
.40 S&W всё ещё продолжает быть предпочтительней для большей части правоохранительного сообщества на всех уровнях. Однако (2013 г.) в ближайшем будущем намечаются громкие дебаты по поводу выбора оптимального калибра.

## Достоинства и недостатки
Как и все боеприпасы, патрон .40 S&W имеет свои достоинства и недостатки:
| Достоинства | Недостатки                                                         |
| --- | ------------------------------------------------------------------ |
| Повышенное останавливающее действие обычной оболочечной пули (FMJ), даже по сравнению с .45 ACP за счёт удачного сочетания характеристик: скорости, энергии, тупоголовой части пули. | Малая распространенность патрона за пределами США.                 |
| Достаточно комфортная стрельба патроном. | Баллистика тупоносых пуль хуже, чем у оживальных.                  |
| Меньшие габариты патрона, чем у .45 ACP, что позволяет создавать модели оружия с большим числом патронов при тех же размерах.                                                        | Низкое пробивное действие из-за тупоносой пули и большого калибра. |

## Современные российские варианты патрона .40 S&W
- .40 S&W — патрон спортивный. Серийно производится ОАО «Тульский патронный завод».[значимость факта?]